# Catalyse homogène
La catalyse homogène est un type de catalyse dans laquelle le catalyseur est dans la même phase que les réactifs et les produits de la réaction catalysée.
On distingue deux catégories de catalyse homogène, selon qu'il s'agit de :
- acides ou bases. On la qualifie de catalyse homogène acido-basique ;
- oxydants ou réducteurs. On la qualifie de catalyse homogène oxydo-réductrice.

Contrairement à la catalyse hétérogène qui permet de séparer le catalyseur facilement, la catalyse homogène ne permet pas de séparer le catalyseur tel quel du milieu réactionnel. Elle présente cependant d'autres atouts : une grande reproductibilité d'une synthèse à l'autre, une grande spécificité, une activité à plus basse température et d'un point de vue scientifique une meilleure connaissance des mécanismes réactionnels.

## Mécanismes réactionnels
Il est impossible de résumer simplement les mécanismes réactionnels. Cependant il existe dix étapes élémentaires pour les réactions impliquant des organométalliques, qui sont les catalyseurs dans le monde de la catalyse hétérogène. Ces dix étapes élémentaires ne forment en fait que cinq réactions puisqu'on peut avoir une réaction et sa réaction inverse (par exemple l'addition oxydante et l'élimination réductrice). Ces étapes élémentaires n'apparaissent pas toutes durant le mécanisme réactionnel du cycle catalytique.
Les étapes élémentaires se caractérisent par trois variables :
- ΔVE : changement du nombre d'électrons de valence de l'atome central (généralement un atome métallique) ;
- ΔOS : changement de l'état d'oxydation de l'atome central ;
- ΔCN : changement du nombre de coordination.

## Catalyse dans l'eau
Si la catalyse homogène permet de réaliser des réactions intéressantes, tant sur le plan de l’activité que de la sélectivité, la récupération du catalyseur y est néanmoins délicate dans la mesure où celui-ci est dissous dans les produits au terme de la réaction. Les techniques de séparation sont alors complexes. Dans ce contexte, la catalyse organométallique biphasique aqueuse est une méthode élégante et respectueuse de l’environnement, permettant de contourner ces difficultés en utilisant un solvant non toxique et non inflammable : l’eau. Le catalyseur est immobilisé dans la phase aqueuse par des ligands hydrosolubles, ce qui offre le double avantage de permettre l’extraction facile du ou des produit(s) formé(s), par décantation et le recyclage de la phase catalytique.

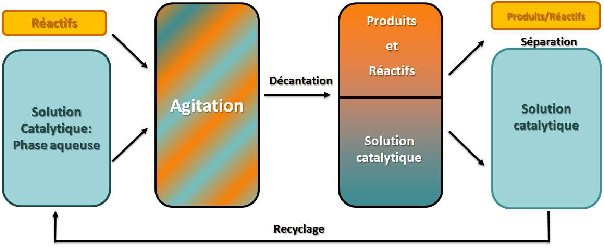
Catalyse de l'eau

Le principe ne peut être généralisé au cas des substrats hautement hydrophobes. En effet, lorsque la solubilité dans la phase aqueuse est trop faible, le transfert de matière entre les phases organique et aqueuse est insuffisant pour concevoir la moindre application industrielle. Pour pallier le problème de diffusion des réactifs entre les deux phases, plusieurs approches ont déjà été proposées dans la littérature dont les paragraphes suivants font une revue non exhaustive.

## Usage d’un cosolvant
En modifiant la polarité de chacune des phases (aqueuse et organique), les cosolvants permettent d’augmenter le transfert de matière entre ces deux phases. Les cosolvants les plus utilisés sont le méthanol, l’éthanol, l’acétone, l’acétonitrile et le tétrahydrofurane. Néanmoins, en augmentant le transfert de matière, les cosolvants conduisent également à la solubilisation du catalyseur en phase organique, ce qui compromet le recyclage.

## Usage de tensioactifs
Ils se placent à l’interface des deux phases liquides non miscibles et sont susceptibles, au-delà d’une certaine concentration (concentration micellaire critique), de former des micelles qui augmentent la solubilité du substrat hydrophobe en phase aqueuse. Toutefois, l’utilisation de tensioactifs conduit souvent, en fin de réaction, à la formation d’une émulsion stable qui empêche le recyclage de la phase aqueuse catalytique.

## Catalyse de type SAPC (Supported Aqueous Phase Catalysis)
Une stratégie attractive consiste à hétérogénéiser le milieu réactionnel via l’utilisation de matériaux poreux à grande surface spécifique. Dans ces procédés, la grande surface spécifique de ces matériaux assure une grande interface entre l’espèce catalytique et les réactifs, ce qui permet de compenser les limitations dues au transfert de masse, tout en facilitant la séparation des phases au terme de la réaction. Dans la littérature, peu de ces procédés sont spécialement appliqués aux cas des catalyseurs solubles dans l’eau. L’exemple le plus répandu est celui de la catalyse de type SAPC originellement développé par Davis et coll. Le principe est basé sur l’adsorption d’un fin film d’eau contenant le précurseur catalytique sur la surface d’un support poreux hydrophile comme la silice. Dans ce type de catalyse, il a été prouvé que le catalyseur immobilisé agit à l’interface des phases aqueuse et organique. Ainsi, les interactions entre les réactifs et le catalyseur sont favorisées par la grande interface liquide/liquide induite par la porosité. Bien que cette technique soit largement appliquée pour l’hydroformylation des oléfines, sa réussite peut être compromise par la difficulté à maintenir le catalyseur au sein du film aqueux. De plus, le contrôle du degré d’hydratation à l’intérieur des pores est un défi constant. En effet, les travaux menés sur l’hydroformylation des oléfines montrent clairement que si la teneur en eau est trop élevée, une baisse d’activité est observée. Il a démontré que pour des substrats peu solubles dans l’eau (comme le propène et l’acrylate de méthyle), les activités optimales étaient obtenues aux teneurs en eau faibles, c’est-à-dire quand les pores de la silice n’étaient pas totalement remplis.

## Chimie organique
En chimie organique, les catalyseurs en phase homogène sont très utilisés. Pour cette chimie, les catalyseurs les plus employés sont à base de complexes organométalliques. Les métaux concernés sont principalement, le rhodium, le ruthénium, le palladium ou encore l'iridium.
Le catalyseur de Wilkinson {\displaystyle (Ph_{3}P)_{3}RhCl} est un très bon exemple de catalyse homogène. Il est utilisé dans la réduction de liaisons double de type alcène.